# Wrzosów (Groszowice)
Wrzosów – przysiółek wsi Groszowice w Polsce, położony w woj. mazowieckim, w powiecie radomskim, w gminie Jedlnia-Letnisko.
W latach 1945–1975 przysiółek administracyjnie należał do województwa kieleckiego, następnie w latach 1975–1998 do województwa radomskiego.
Wierni Kościoła rzymskokatolickiego należą do parafii św. Faustyny Kowalskiej w Groszowicach lub  do parafii św. Józefa Oblubieńca Najświętszej Maryi Panny w Jedlni-Letnisku.